# Pycreus hildebrandtii
Pycreus hildebrandtii är en halvgräsart som beskrevs av Charles Baron Clarke. Pycreus hildebrandtii ingår i släktet Pycreus och familjen halvgräs. Inga underarter finns listade i Catalogue of Life.